# Reformierte Kirche Schnaus

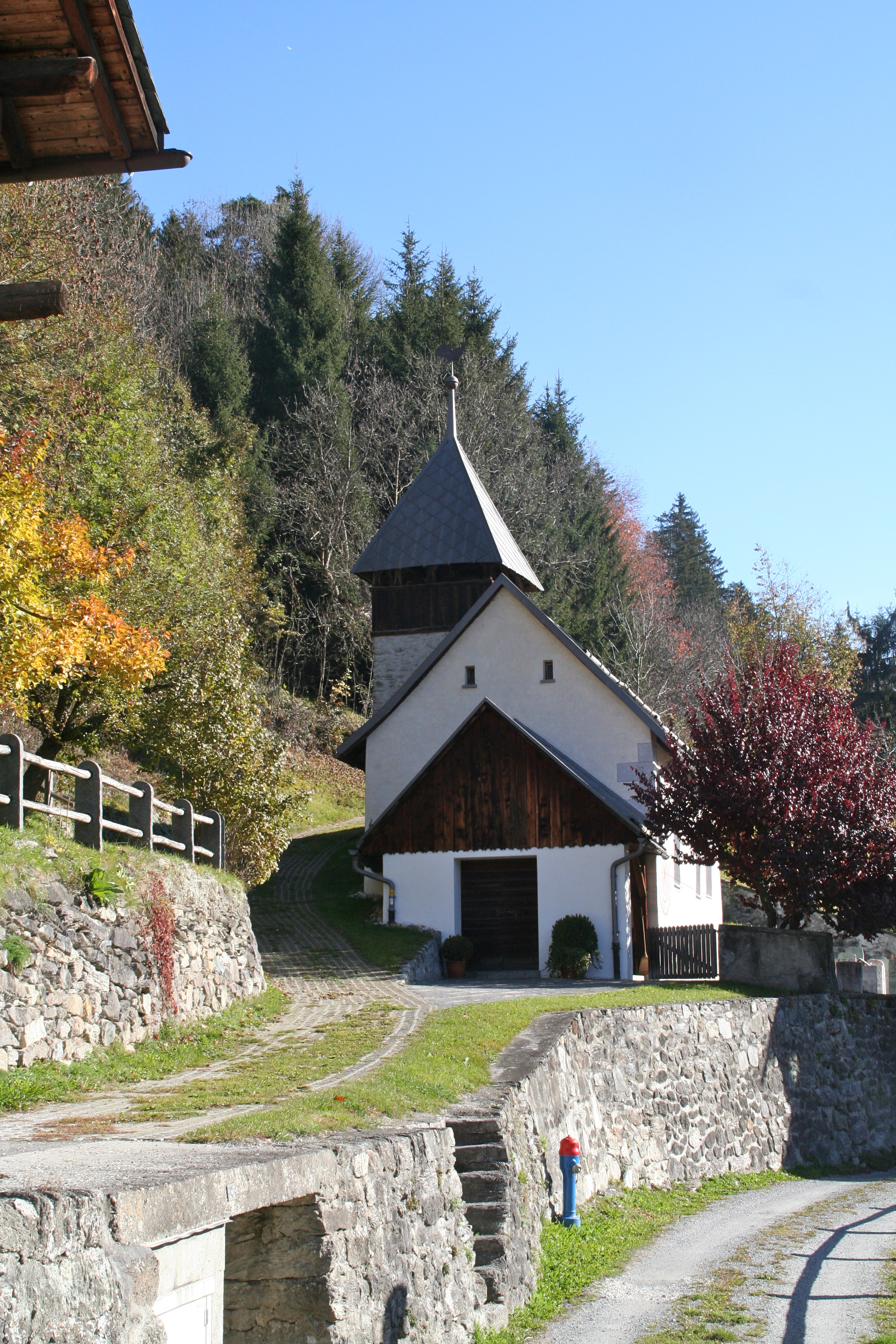
Ansicht von Westen

Die reformierte Kirche in Schnaus in der mittleren Surselva ist ein evangelisch-reformiertes Gotteshaus unter dem Denkmalschutz des Kantons Graubünden.

## Geschichte und Ausstattung
Ersturkundlich bezeugt ist die Kirche 1480 unter dem dreifachen Patrozinium Sebastians, Maria Magdalenas und Georgs. Sie war Filialkirche von St. Remigius in Falera.
Am 25. April 1514 bekamen die Kirchenvögte die Erlaubnis, die baufällig gewordene Kirche abzubrechen. Die neue Kirche mit drei Altären wurde am 5. Oktober 1520 geweiht. Der Chor stammt aus jener Zeit, Umfassungsmauer und Turm gehören vermutlich noch zum älteren Bestand.
Mit der Annahme der Reformation 1526 löste sich Schnaus von Falera und verband sich mit Ilanz. Von 1692 bis 1865 war Schnaus eine eigenständige Kirchgemeinde mit eigenem Pfarrer.
Die Kirche mit Giebel- und Walmdach über dem Schiff und flachem, mit schlichtem Helm bedeckten Turm ist eng an den Hang gebaut. 
Im dreiseitig geschlossenen, mit Netzgewölbe verzierten und durch einen Spitzbogen vom Kirchenraum getrennten Chor stehen in dichter Komposition linksseitig die schalldeckellose Kanzel, der zentrale Taufstein – zugleich Abendmahlstisch – und dahinter die Orgel beisammen. Die Flachdecke stammt aus dem Jahr 1937.

## Kirchliche Organisation
Die Evangelisch-reformierte Landeskirche Graubünden führt Schnaus, das seit 1865 in Pastorationsgemeinschaft mit Waltensburg/Vuorz steht, als eigenständige Kirchgemeinde.

## Galerie

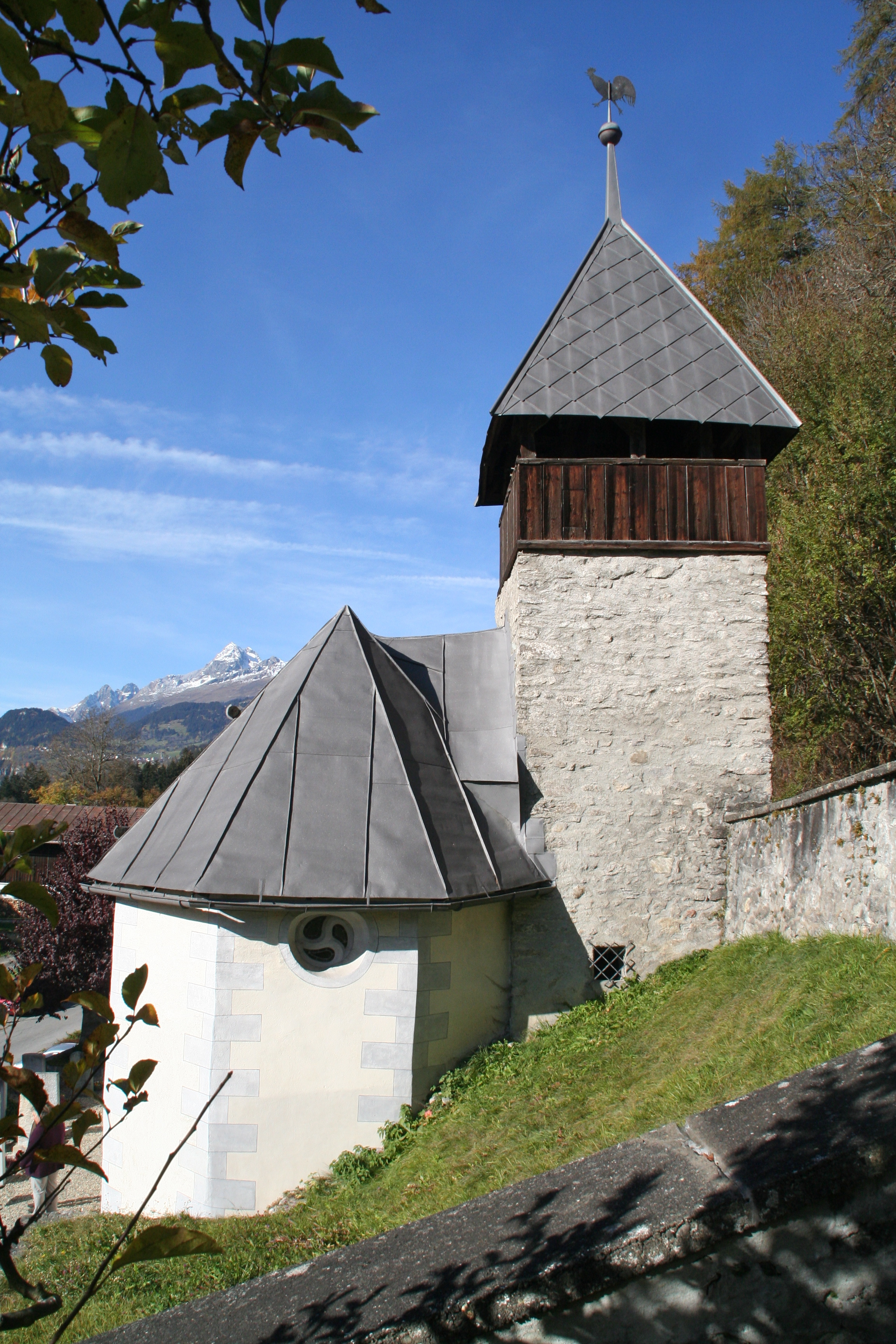
Ansicht von Osten
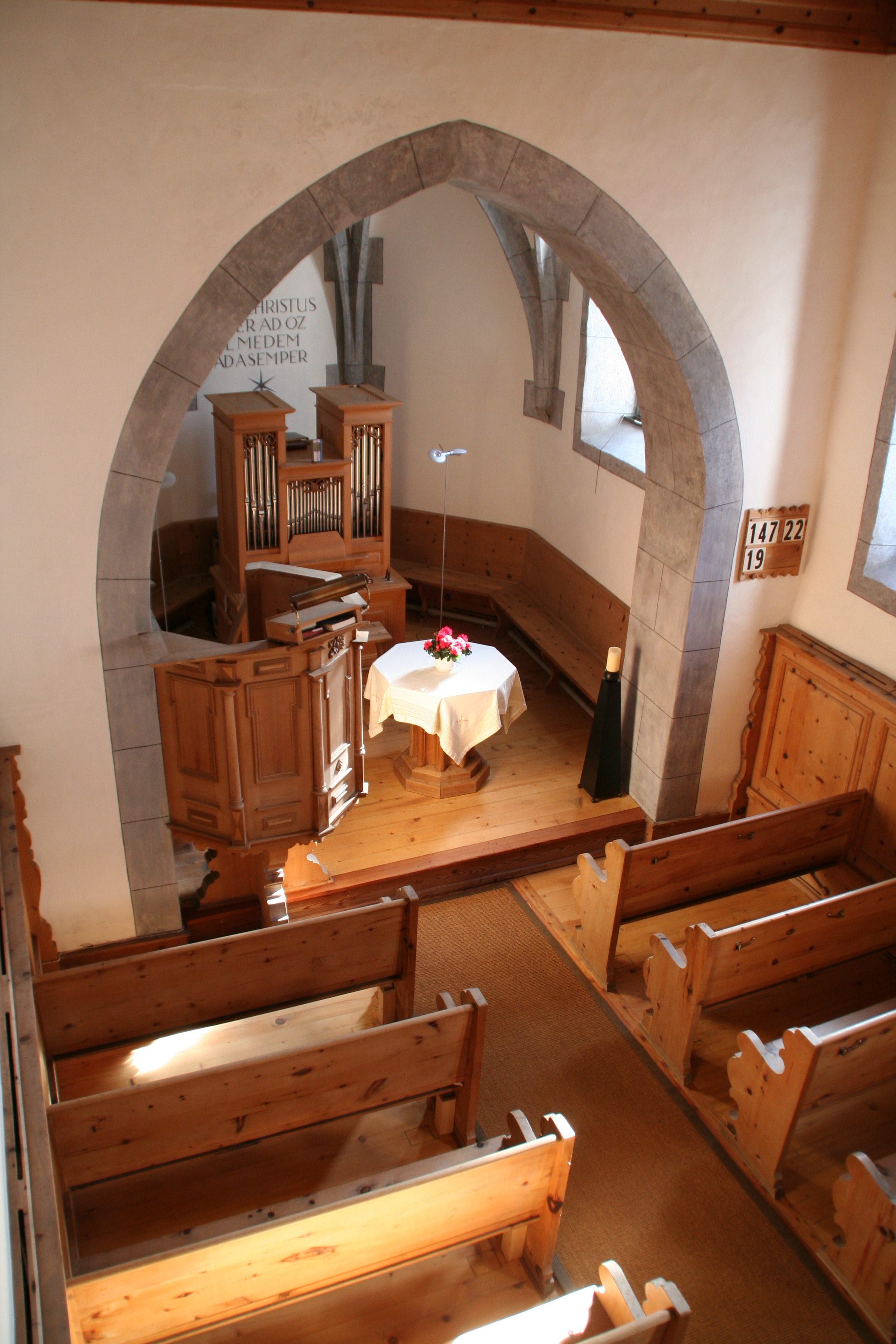
Innenraum
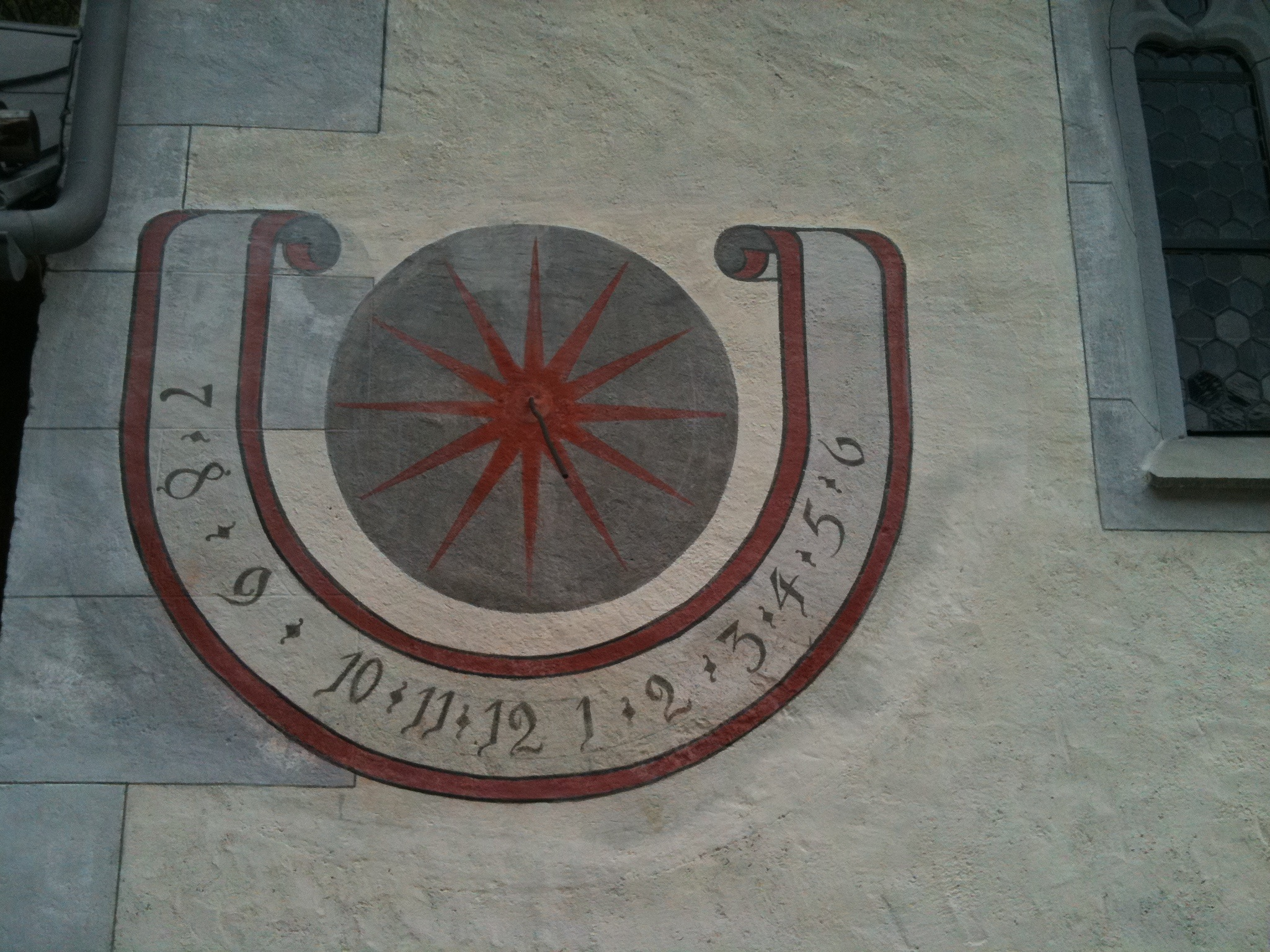
Sonnenuhr an der Aussenfassade des Kirchenschiffs